# 2010年カタルーニャ自治抗議
2010年カタルーニャ自治抗議は、2010年7月10日にスペイン・カタルーニャ州の州都バルセロナ中心部で開催されたデモ行進である。
スペイン国家内においてカタルーニャの自治が制限されていることに加えて、2006年カタルーニャ自治憲章に対してスペイン憲法裁判所が違憲判決を下したことに対する抗議デモである。このデモは「私たちは国家だ。私たちが決める」（カタルーニャ語: Som una nació. Nosaltres decidim.）をスローガンとした。

## 経過

### 背景

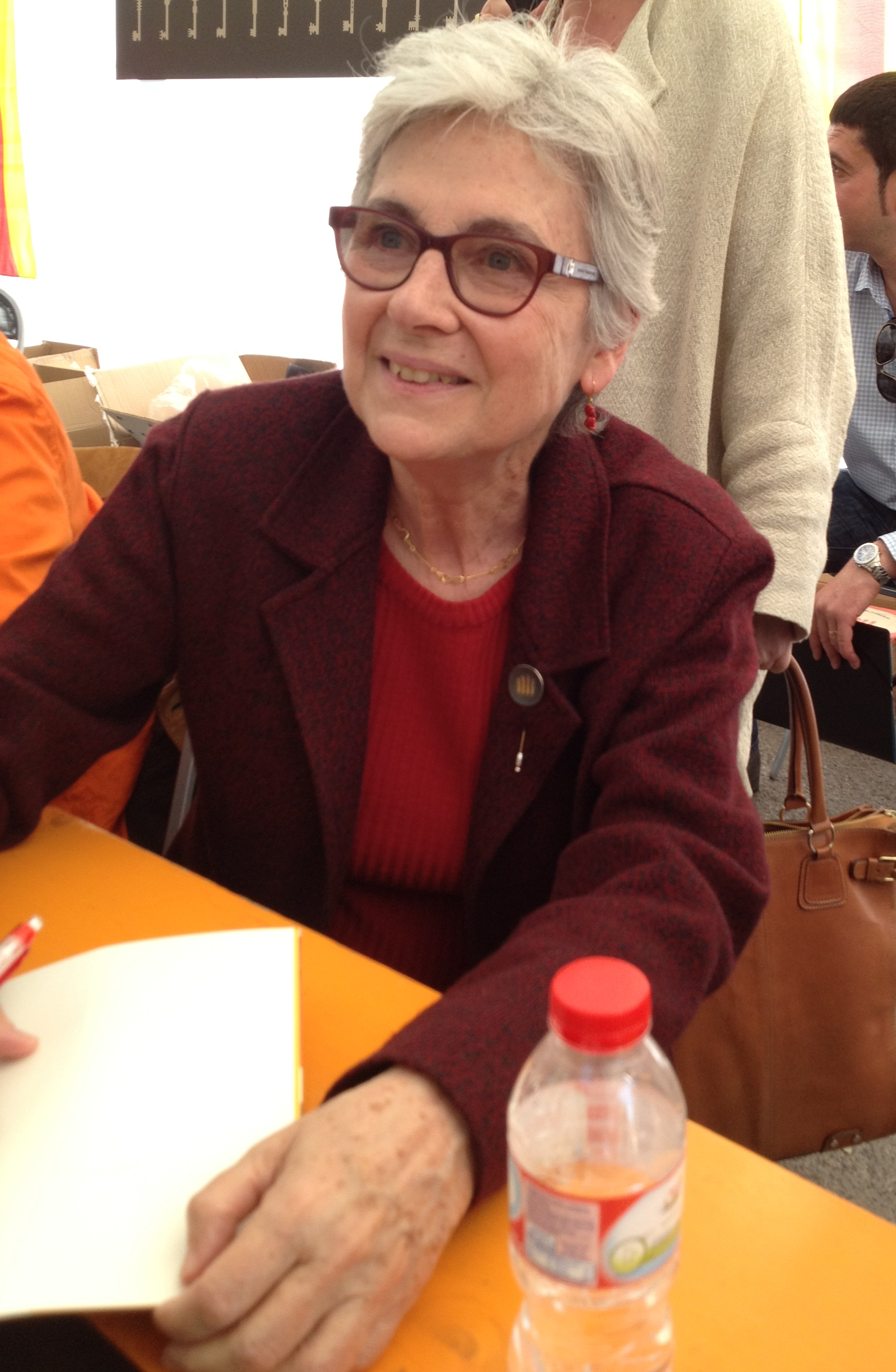
デモを組織したオムニウム・クルトゥラルのムリエル・カザルス代表

2003年のカタルーニャ州議会選挙と2004年スペイン議会総選挙の選挙戦において、左派のスペイン社会労働党(PSOE)の首相候補であるホセ・ルイス・ロドリゲス・サパテロは新たなカタルーニャ自治憲章の制定を約束した。2005年９月のカタルーニャ州議会で賛成120（CiU、PSE、ERC、ICV）、反対15（PPC）で可決され、それを修正したものが社会労働党政権となっていたスペイン下院でも承認された。最終的には2006年6月18日にカタルーニャ州で住民投票にかけられ、73.9%の賛成によって2006年カタルーニャ自治憲章が承認された。
しかしこの直後、右派で野党の国民党(PP)は、新自治憲章の大部分がスペイン1978年憲法に照らし合わせて違憲であるとする法的手続きを開始した。スペイン憲法裁判所の裁判官の意見は「進歩派」と「保守派」の間で割れ、「進歩派」は自治憲章が基本的に憲法に沿っているとしたが、「保守派」は自治憲章が過度な自治権を主張してスペイン国家の団結を脅かしているとした。審議は4年間も続き、この間には1人の裁判官が死去している。2010年6月28日にはようやく歩み寄りに達し、6票中4票で可決された。同日には略式判決が公開され、憲法裁判所は全277条のうち計14条が違憲であると宣言し、計27条が解釈に制限が加えられた。完全な判決は2010年7月9日に下された。

### デモの組織化
憲法裁判所による違憲判決はカタルーニャ社会に衝撃を与え、カタルーニャ独立運動に火を付けた。著名なカタルーニャ文化団体であるオムニウム・クルトゥラルが抗議の組織化を主導。カタルーニャ州議会に議席を持つ6政党のうち4政党（その総得票率は85%超）、CCOOとUGTという2つの主要な労働組合、雇用者連盟であるCipec、総合スポーツクラブのFCバルセロナなど、約1,600の組織が公式にデモを支援した。
2010年7月10日の欧州中央夏時間(CEST)18時（中央標準時16時）にディアグナル通りとグラシア通りの交差点をスタートするデモ行進が計画された。その後グラシア通りを進んでグラン・ビアで左に曲がり、約2km先のテトゥアン広場で終了する予定だった。

### デモの内容

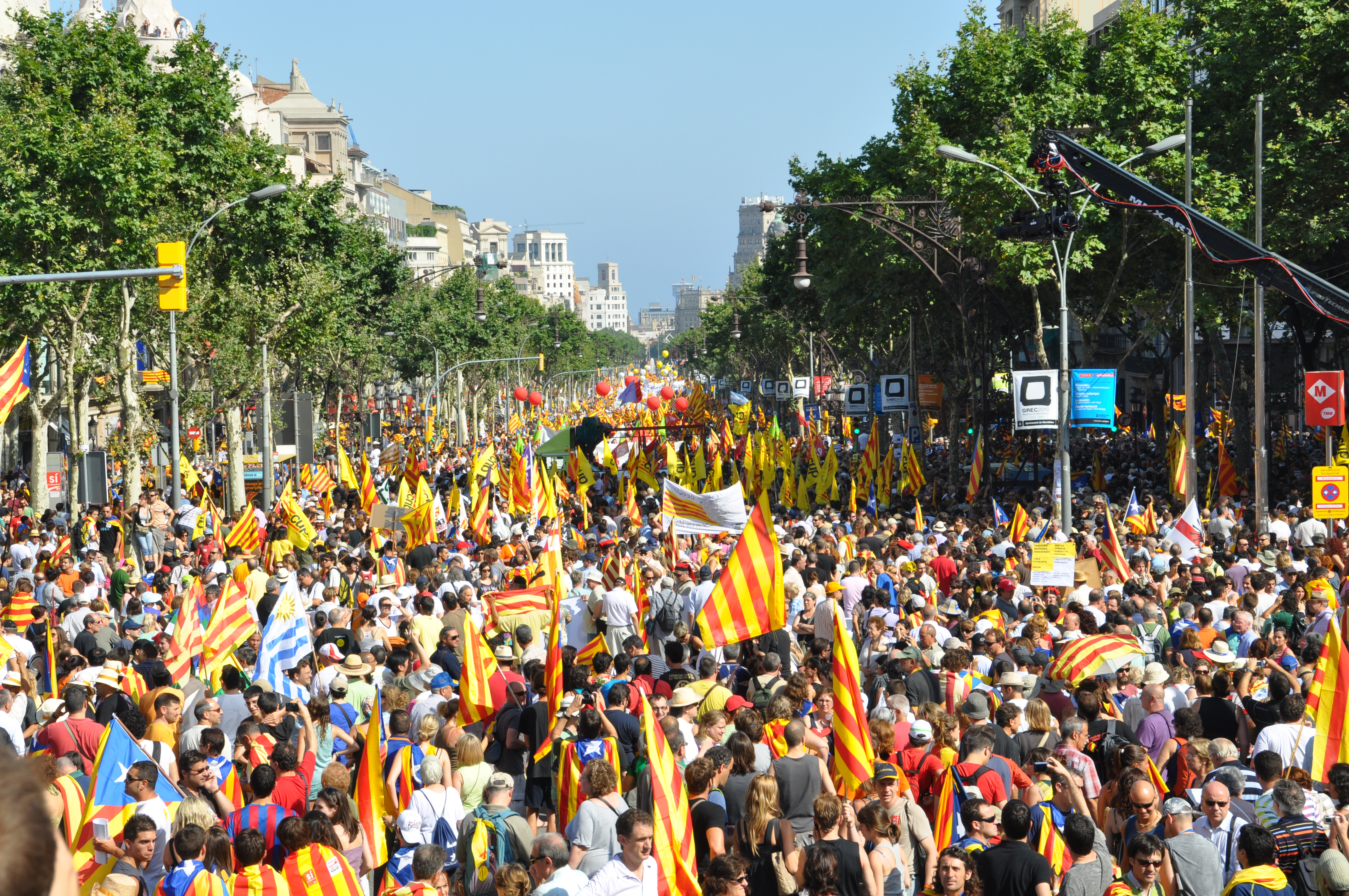
混雑するグラシア通り

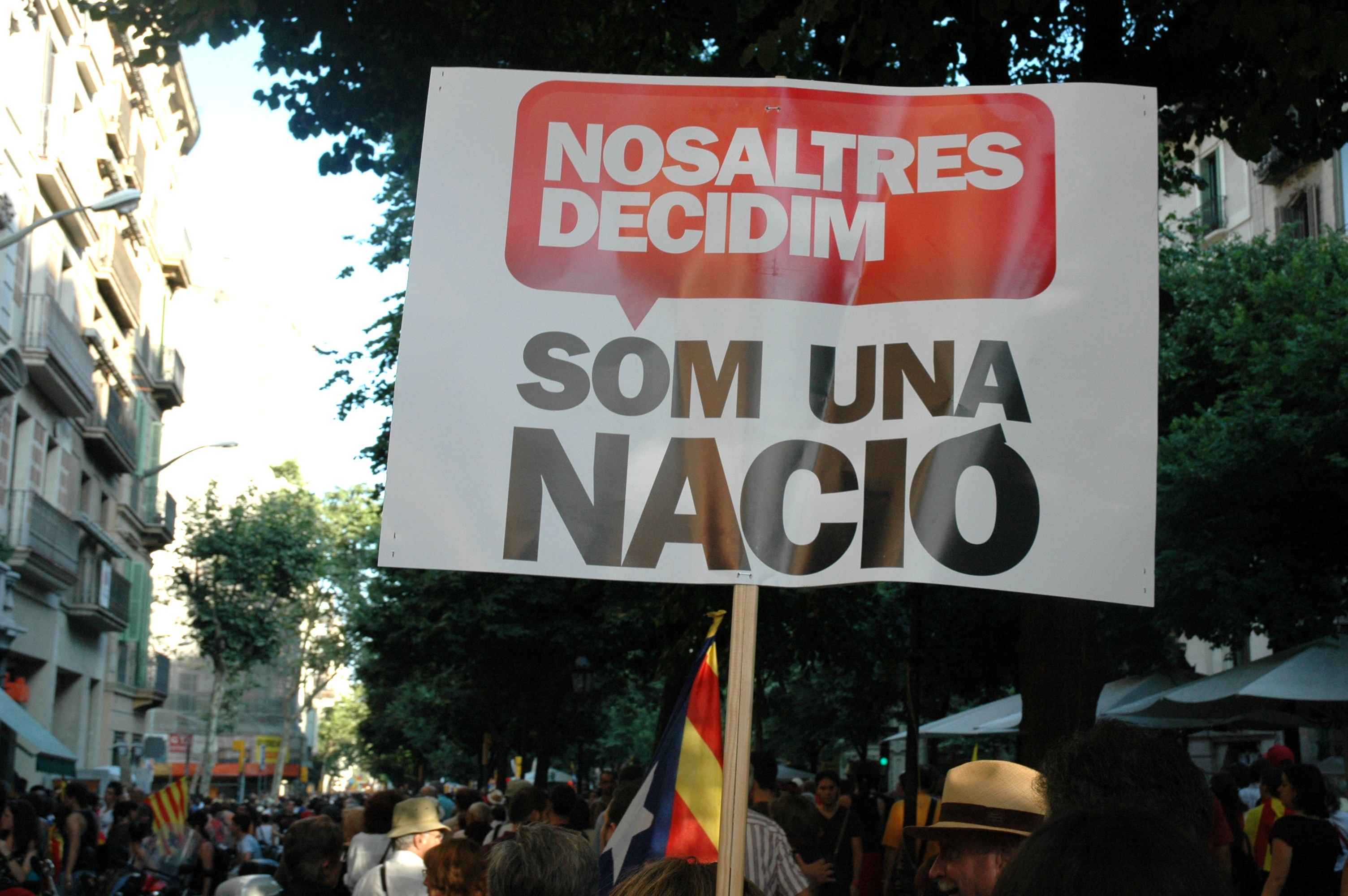
スローガン「私たちは国家だ。私たちが決める」

2010年7月10日の18時前、デモに参加する群衆はディアグナル通りからグラシア通りを下って行進を開始し、多くの人々がカタルーニャ広場、グラシア通り、ランブラ・ダ・カタルーニャ（ランブラス通りの北側に続いている通り）などから動き出した。25メートル×10メートルの巨大なサニェーラ（カタルーニャ国旗）を携えた公式な「先頭」集団は、グラシア通りとアラゴー通りの交差点から18時20分頃に歩きはじめ、デモ参加者の群衆の中を移動した。しかしあまりの混雑ぶりに、行進開始から70分が経過した19時30分時点でも、「先頭」集団はスタート地点からわずか400メートル離れたグラン・ビアまでしか至っていなかった。公式な「先頭」集団がテトゥアン広場に達しないまま、組織者はデモのクロージングイベントを行うことを決定。混雑するテトゥアン広場で『カタロニア讃歌』を歌い、短い声明を読み上げた。20時頃にはデモの解散が開始された。
スペイン国外に住むカタルーニャ人は、イギリスのロンドン、ドイツのベルリン、ベルギーのブリュッセルなどでバルセロナと同時に小規模なデモを行った。

### 影響

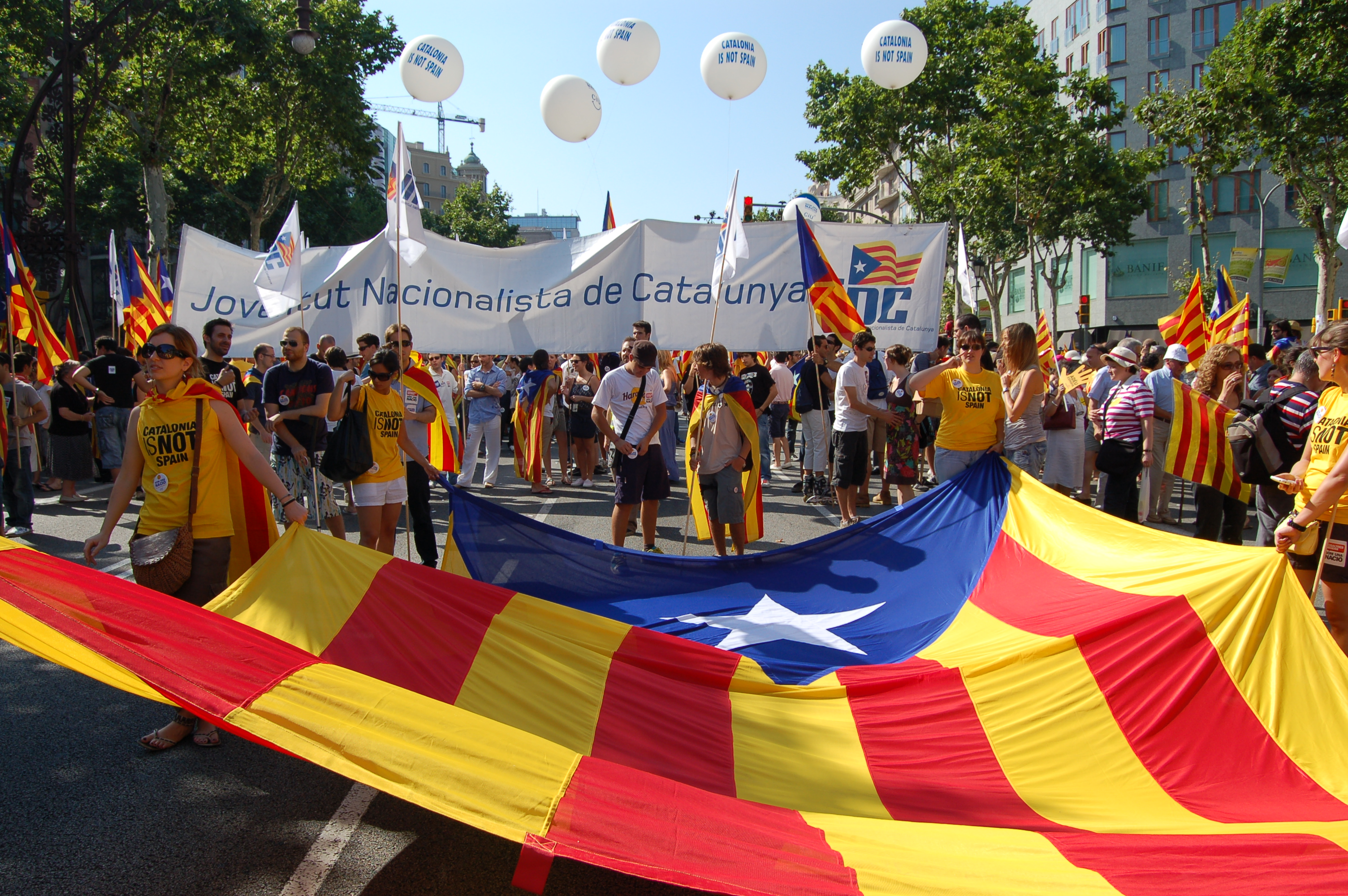
巨大なアスタラーダ（カタルーニャ独立旗）

地元警察はデモの参加者数を110万人と、組織者は参加者数を150万人と推定している。マドリードに拠点を置くエル・パイス紙は参加者数を42万5000人と推定した。バルセロナ市長はこの動員を「前例がない」と表現した。バルセロナに拠点を置くエル・ペリオディコ・デ・カタルーニャ紙は「カタルーニャ史上最大級の抗議行進であることは疑いの余地がなく、過去最大であるかもしれない」と書いた。
カタルーニャ民族主義の指導者は、2010年7月10日のデモがカタルーニャ州とスペインの関係の転換点になったとしている。カタルーニャ州においてスペイン国家からの独立主張自体は古くから存在し、長らくカタルーニャ州住民の20%に満たない支持率で推移していたものの、2010年半ばには独立主義の支持率が際立って上昇した。2010年以降には毎年のように大規模デモが開催されるようになり、2012年9月11日には約150万人が参加する2012年カタルーニャ独立デモが、2013年9月11日には「カタルーニャ独立への道」が、2014年9月11日には「カタルーニャの道2014」が、2015年9月11日には「カタルーニャ共和国への自由の道」が開催された。